# Szczyt Komandor
Szczyt Komandor (ang. Komandor Peak) - góra na Wyspie Króla Jerzego na zachodnim wybrzeżu Zatoki Admiralicji, na wschód od szczytu Admiralen Peak, na północ od Lodowca Langego. Wznosi się na ok. 300 m n.p.m. 
Nazwę nadała polska ekspedycja antarktyczna.